# Rag Doll Kung Fu
Rag Doll Kung Fu e игра на Марк Хили, водещ разработчик и художник в Lionhead Studios, в която се предлагат многобройни терени за битки както срещу компютъра, така и в мултиплейър. Авторите на играта са вложили в способностите на симпатичните човечета множество уникални и на места дори смешни трикове, вдъхновени от древния стил кунг фу.
Вероятно повлиян от Impossible Creatures Марк е направил възможно създаването на собствен герой, който да получава заемки от различните стандартни участници на арената. Така е възможно геймърът да постави на героя си крака от скелет, щипки вместо ръце, всякаква идиотична физиономия, шкембе на дебелак или бюст на манекенка.
Игри с подобно управление обикновено изискват джойстик, но се оказва, че играта преоткрива мишката по много задоволителен начин.
Rag Doll човечетата не използват стандартна анимация. Те се движат супер еластично като гума. Играчът има пълна свобода на действие. Човечето е наистина много гъвкаво, но ако бъде преразтягано постоянно, то ще загуби част от еластичността си.
Има три основни неща, които трябва да се прибират – гъби, пеперуди и гърнета.
Гъбите помагат на играча да контролира скоковете, понеже те се забавят от време на време. Пеперудите носят огнени топки. Гърнетата осигуряват на геймъра полезни предмети, когато бъдат строшени.
Няколко източни свойства дават сила на човечетата с гумени крайници в техния бой. Такава е например силата Чи, без която човечето не може да се бие. Придобиването ѝ е много лесно – геймърът просто трябва да върти мишката в малки кръгчета. Чи се разрежда докато тече боят – затова често трябва да се правят кръгообразни сесии по време на мелето.
Контролирането на оръжията е малко по-различно от нормалното. За Rag Doll Kung Fu е необходима много повече практика. Ненапразно без минаването на туториъла, не се отварят и нивата.
- Изисквания: CPU 1 GHz 256 RAM Win XP
- Платформа: PC
- Брой дискове: 1 CD
- Мултиплейър: да